# Metalhalid
Metalhalider er stoffer, der består af metaler og halogener. Nogle, som natriumklorid er ioniske, mens andre er kovalente. Kovalent bundne metalhalider kan være særskilte molekyler som uranhexafluorid, eller de kan være polymeriske strukturer som palladiumklorid.
Halogenerne kan alle reagere med metaller for at danne metalhalider i følgende reaktion:
2M + nX2 → 2MXn
Hvor M er metallet, X er halogenet, og MXn er metalhalidet.
- Natriumklorids krystalstruktur
- UF6 molekyler
- Uendelige kæder af palladiumklorid

## Fremstilling
I princippet kan de fleste metalhalider bliver fremstillet direkte ved at kombinere elementerne. Eksempelvis tintetraklorid:
Sn + 2 Cl2 → SnCl4
I praksis kan denne type reaktion være meget eksoterm, og det er således upraktisk som primær fremstillingsmetode. Derudover kan mange overgangsmetaller opnå flere forskellige oxidationstrin, hvilket kan komplicere fremstillingen yderligere. Da halogenerne er stærke oxidationsmidler giver det normalt et stærkt oxideret metalhalid at kombinere komponenterne direkte. Eksempelvis kan jern(III)chlorid blive fremstillet ved at kombinere jern og klor, mens det ikke er muligt at fremstille jern(II)chlorid på samme måde. Ved at opvarme halidet kan det i nogle tilfælde lade sig gøre at skabe et lavere oxideret halid, hvilket sker ved termisk dekomposotion eller disproportionation. Eksempelvis følger guld(III)chlorid til guld(I)chlorid følgende reaktionsskema:
AuCl3 → AuCl + Cl2 ved 160 °C
Metalhalider bliver også fremstillet ved neutralisation af metaloxid, hydroxid eller arbonat med en passende halogensyre, eksempelvis natriumhydroxid:
NaOH + HCl → NaCl + H2O
Vand kan fjernes ved varme, vakuum eller ved tilstedeværelsen af vandfri saltsyre. Vandfrie metalklorider, der er velegnede til fremstilling af andre koordinationsprodukter, kan fremstilles ved dehydrere thionylklorid:
MCln·xH2O + x SOCl2 → MCln + x SO2 + 2x HCl
Sølv- og thalium(I)-cationerne har stor affinitet for halid-anioner i opløsning og metalhalider udfælder kvantitativt fra vandig opløsning. Denne reaktion er så pålidelig, at sølvnitrat bruges til at teste for tilstedeværelsen og mængden af halid-anioner. Reaktionen for sølv-cationer med bromid-anioner:
Ag+ (aq) + Br− (aq) → AgBr (s)

## Struktur og reaktivitet
"Ioniiske" metalhalider (hovedsageligt fra alkali og jordalkalimetaler) har typisk højere smelte- og kogepunkt. De opløses frit i vand, og nogle er hygroskopiske. De er generelt dårligt opløselige i organiske opløsningsmidler.
Visse lavt oxiderede overgangsmetaller har halider, som opløses nemt i vand, som f.eks. jern(II)chlorid, nikkel(II)chlorid og kobber(II)chlorid. Metalcationer med højt oxidationstrin undergår ofte hydrolyse i stedet; f.eks. jern(III)chlorid, aluminiumchlorid and titaniumtetrachlorid.
Særskilte metalhalider har lavere smelte- og kogepunkt. Foreksempel smelter titaniumtetrachlorid smelter ved −25 °C og koger ved 135 °C, hvilket gør det til en væske ved stuetemperatur. De er normalt uopløselige i vand, men opløselige i organiske solventer.
Polymere metalhalider har generelt smelte- og kogepunkter som ligger højere end for monomere metalhalider, men lavere end ioniske metalhalider. De er kun opløselige under tilstedeværelse af en ligand, som frigør særskilte enheder. Eksempelvis er palladiumchlorid temmelig uopløselig i vand, men bliver opløst i concentreret natriumkloridopløsning:
PdCl2 (s) + 2 Cl− (aq) → PdCl42− (aq)
Palladiumchlorid er uopløselige i de fleste organiske solventer, men de danner opløselige monomerer enheder med acetonitril og benzonitril:
[PdCl2]n + 2n CH3CN → n PdCl2(CH3CN)2
Tetrahedrale tetrahalider fra første periode af overgangsmetaller bliver fremstillet ved tilsætning af kvartinær ammoniumklorid til metalhalider på lignende vis:
MCl2 + 2 Et4NCl → (Et4N)2MCl4 (M = Mn, Fe, Co, Ni, Cu)
Antimonpentafluorid er en stærk lewis syre. Det giverfluoroantimonsyre, der er den stærkest kendte syre sammen med hydrogenfluorid. Antimonypentafluorid som prototypisk Lewis syre bliver brugt til at sammenligne forskellige stoffers Lewis basitet. Dette mål er kendt som Gutmann donortal.

## Halidligander
| kompleks    | farve     | elektronkonfiguration | geometri       |
| ----------- | --------- | --------------------- | -------------- |
| [TiCl4]     | Farveløs  | (t2g)0                | tetrahedral    |
| [Ti2Cl10]2- | farveløs  | (t2g)3                | bioctahedral   |
| [TiCl6]2-   | Guld      | (t2g)0                | octahedral     |
| [CrCl6]3-   | ??        | (t2g)3                | octahedal      |
| [MnCl4]2-   | pale pink | (eg)2(t2g)3           | tetrahedral    |
| [FeCl4]2-   | Farveløs  | (eg)3(t2g)3           | tetrahedral    |
| [CoCl4]2-   | Blå       | (eg)4(t2g)3           | tetrahedral    |
| [NiCl4]2-   | Blå       | (eg)4(t2g)4           | tetrahedral    |
| [CuCl4]2-   | Blå       | (eg)4(t2g)5           | tetrahedral    |
| [PdCl4]2-   | Brun      | d8                    | plankvadatrisk |
| [PtCl4]2-   | Lyserød   | d8                    | plankvadatrisk |

Halider er X-type ligander i koordinationskemi. Haldierne er normalt gode σ- og gode π-donorer. Disse ligander er normalt terminale, men de kan også fungere som brobyggende ligander. Foreksempel er klorliganderne fra aluminiumchloride binder til to aluminiumcentre, sådan at stoffet har den emperiske formel AlCl3 faktisk har molekylformlen Al2Cl6 under normale forhold. På grund af deres π-basisitet er ligandhaliderne svage feltligander. Som følge af svage krystalfelt spaltningsenergi, har halidkomplekserne fra første periode af overgangsmetallerne i høj spin-konfiguration. Disse komplekser har lav spin for anden og tredje række af overgansmetallerne. Kun [CrCl6]3- er inert.
Homoleptiske metalhalidkomplekser er kendt for at have flere støkiometri, men de primære er hexahalometallaterne og tetrahalometallaterne. Hexahaliderne har oktaedisk geometri mens tetrahaliderne normalt er tetrahedrale. Plankvadatriske tetrahalider er kendt som eksempler på 2- og 3-koordination.
Alfred Werner har studeret hexammincobalt(III)chlorid, og var den første til at foreslå den korrekt struktur af koordinationskomplekser. Cisplatin, cis-Pt(NH3)2Cl2, er et platinbaseret lægemiddel, de rhar to kloridligander. De to kloridligander bliver nemt udskiftet, hvilket tillader at platincentret binder til to guanin-enheder, der kan ødelægge DNA.
På grund af tilstedeværelsen af fyldte pπ-orbitaler er halidligander på overgangsmetaller i stand til at forstærke π-backbonding på π-sryrer. De er også kendte labilisere cis-ligander.

## Anvendelse
Flygtigheden af tetrachlorid og tetraiodid komplekser med Ti(IV) udynyttes til oprensning af titanium ved henholdsvis Kroll og Van Arkel Processerne.
Matalhalider fungerer som lewis syrer. Jern- og aluminiumchlorider er katalysatorer i Friedel-Crafts reaktion, men som følge af deres pris bruges de ofte i støkiometriske mængder.
Chloroplatinsyre (H2PtCl6) er en vigtig katalysator i hydrosilylation.

### Prekursor til uorganiske stoffer
Metalhalider bliver ofte brugt som prekursor til andre uorganiske forbindelser. Som nævnt ovenfor kan gøres vandfrit ved varme, vakuum eller behandling med thionylchlorid.
Halidligander kan abstraheres af sølv(I) ofte som tetrafluoroborat eller hexafluorofosfat. I mange overgansmetalstoffer bliver det tomme koordinationssite stabiliseret af et koordinerende solvent som tetrahydrofuran. Halidligander kan også erstattes af alkalisalte af X-typeligander, som salen-type ligander. Denne reaktion er formelt en transmetallation, og abstraktionen af halidet drives af udfældning af det resulterende alkalihalid i et organisk solvent. Alkalihalidet har generelt høj gitterenergi€r.
Foreksempel reagere natriumcyclopentadienid med jern(II)chlorid og giver ferrocen:
2 NaC5H5 + FeCl2 → Fe(C5H5)2 + 2 NaCl
Mens uorganiske forbindelser der bliver brugt til katalyse bliver fremstillet og isoleret, bliver de mange gange dannet in situ ved tilsætning af metalhalidet og den ønskede ligand. Foreksempel bliver palladiumchlorid og triphenylfosfin ofte brugt i afpasning med bis(triphenylphosphin)palladium(II)chlorid til palladium-katalyserede koblingsreaktioner.